# Джейсон Прінс
Дже́йсон Прі́нс (англ. Jason Prince; нар. 17 червня 1970) — північноірландський колишній професіональний гравець в снукер. Мешкає в місті Лідс, Англія.

## Кар'єра
Став професіоналом у 1990 році. У 1998 році Прінс вперше та єдиний раз у кар'єрі досяг фінальної стадії чемпіонату світу. У матчі за вихід до 1/8 фіналу він поступився Даррену Моргану з рахунком 8:10. У 1999 році, на кваліфікації до турніру British Open Прінс зробив максимальний брейк і став лише 25-м (на той момент) гравцем в історії снукеру, якому це вдалося. У тому ж році Прінс, у складі збірної Північної Ірландії переміг на командному Кубку Світу. Крім цього він двічі досягав 1/8 фіналу чемпіонату Британії та Welsh Open (обидва у 1997 році).